# Faro di Hartland Point
Il faro di Hartland Point si trova sulla punta dell'omonimo promontorio sulla costa settentrionale del Devon, Inghilterra, vicino ad Hartland. Posto su una grande roccia all'estremità del promontorio di Hartland, costituisce un punto di riferimento per tutti natanti che si avvicinano al Canale di Bristol.
Il faro fu costruito da Trinity House, l'autorità britannica per i fari, nel 1874, su progetto dell'ingegnere James Douglass. Il faro era presidiato da 4 custodi che abitavano in una casa adiacente al faro. Nel 1984 il faro fu automatizzato rendendo superflua l'abitazione, che fu demolita per consentire la costruzione di una piattaforma per l'atterraggio degli elicotteri.
Oggi il faro è monitorato a distanza dal centro operativo di Trinity House ad Harwich, nell'Essex.